# Gamla staden, Vilnius
Gamla staden i Vilnius (litauiska: Vilniaus senamiestis) utgör de äldsta delarna av Litauens huvudstad Vilnius och en av de största ännu kvarvarande medeltida gamla stadskärnorna i Norra Europa. Området är 3,59 km² och omfattar ett område på 74 kvarter med 70 gator. Totalt finns 1 487 byggnader med en total golvyta på 1 497 000 kvadratmeter i gamla staden.
Stadsdelen har utvecklats under ett antal århundraden och har formats av stadens historia och en ständig förändring av kulturella influenser. Här finns flera av Europas stora arkitekturstilar representerade – gotisk arkitektur, renässansens arkitektur, barockens arkitektur och nyklassicismens arkitektur – sida vid sida och komplementerar varandra.
Pilies gatvė är Gamla stadens huvudväg och centrum för caféer och gatumarknader. Huvudgatan i Vilnius Gedimino prospektas ligger delvis i Gamla staden. De centrala torgen i stadsdelen är Katedros aikštė (Katedraltorget) och Rotušės aikštė (Rådhustorget) med Vilnius rådhus.
En av de mest genomtänkta arkitekturkomplexen är Vilnius universitets byggnader vilka upptar stora delar av Gamla staden med sina 13 kvarter. Universitetet utsågs till att representera Litauen i parken Mini-Europe i Bryssel.
1994 fick Gamla staden i Vilnius världsarvsstatus och finns sedan dess med på Unescos världsarvslista.

## Sevärdheter
Det finns fler monumentala byggnader i Gamla staden än i andra delar av Vilnius däribland:

### Palats
- Presidentpalatset
- Sluškų rūmai (Słuszko-palatset)
- Radvilų rūmai (Radziwiłł-palatset)
- Tyzenhauzų rūmai (Tyzenhaus-palatset)
- Vilnius slott med Gediminastornet

### Kyrkobyggnader
- Sankta Annas kyrka
- Vilnius domkyrka
- S:t Nikolaus kyrka
- Alla helgons kyrka
- Gryningsporten
- Tre korsen
- Theotokos domkyrka

### Andra intressanta byggnadsverk
- Signatarų namai
- Litauens nationalmuseum
- Litauens nationalteater
- Fragment av Vilnius stadsmur
- Vilnius fängelsehålor